# Mihai Viteazu (okręg Călărași)
Mihai Viteazu – wieś w Rumunii, w okręgu Călărași, w gminie Vlad Țepeș. W 2011 roku liczyła 792 mieszkańców.